# 宝部ゆき
宝部 ゆき（たからべ ゆき、1986年6月16日 - ）は、日本のAV女優。趣味・特技は日舞。

## 略歴・人物
東京都出身。2006年にデビューした華奢で微乳のロリ系AV女優である。

## 出演作品

### アダルトビデオ
2006年
- ラブスク 〜学校編〜（11月25日、オーロラプロジェクト）[1]
- LOVE DOLL ゆき百式（11月25日、オーロラ・プロジェクト）[1]
- 美聖女玩具（12月25日、アヴァ）[1]

2007年
- おはズボッ! こんなのひどい… 訴えてやる! でも奥に当たっていいのー!! 何を言われようがシタイんですスペシャル（2月11日、アテナ映像）他出演:神谷ゆうな、星野美空、桜井かりん、中条美華、桜乃かおり
- ふたなりレズ 7 卒業、そして告白…（2月15日、ネクストイレブン）共演:桜木りん
- 完全主観 僕を慕って上京してきた教え子達とホテルで密会デート（4月19日、アキノリ）他出演:春名えみ、早乙女みなき、凛花、椎名あみ
- 女を犯す女 2 レズ&レイプ（5月19日、スタイルアート）共演:中里めぐみ
- 平成19年度 系列局合同 女子アナ新人研修（6月7日、V&Rプロダクツ）共演:速水あおい、川島ちえみ、白石このみ、杏野まひる、川村カンナ、星優乃、矢沢未来、音原亜子、秋月まり、久保田あや、甘井みかん、栗原淳子、高島京子、もえ
- 女子校生おげれつレズ 2（6月25日、ジャネス）共演:中里めぐみ[1]
- モザイク一切無し!! コス萌（8月13日、グリッターズフィルムズ
- 肛門ハイスクールアナルFUCK（8月19日、CROSS）共演:望月加奈、青木里菜、中村さら、春妃いぶき、藤本麻美、冬野みずき、椎名あこ
- サドマゾ集団レズビアン! 不平等な凌辱ギャル痴女マニアックLOVE（8月19日、CROSS）他出演:仲村もも、飯島加奈、山本凛、冬野みずき、青木里菜
- 貧乳女子校生 2（9月14日、TMA）他出演:野中あんり、中野すず、並樹ゆりあ、あげは
- 女だけのサディスティック天国 02（9月19日、CROSS）他出演:冬野みずき、麻生岬、空条卑弥呼、藤本麻美、春妃いぶき、かわいあみ
- 女子大生の秘密 ベストフレンズ 濃厚レズ調教（11月23日、Up'S）共演:柚月ひかる

2008年
- 禁断の女子寮（1月11日、アウダースジャパン）共演:伊藤あずさ、蒼月ひかり、小栗杏菜[1]
- DOKIレズ 18（1月11日、アウダースジャパン）他出演:伊藤あずさ 他出演:蒼月ひかり、小栗杏菜
- 性的過保護な母親は内気な娘が心配で、性の手ほどき親子どんぶり肛門セックス（1月19日、CROSS）共演:酒井ちなみ[1]
- 立花里子の女子校生ケツ穴アクメ調教ペット（2月19日、CROSS）他出演:立花里子、かわいあみ、ののか、日向小春
- フィーリングレズビアン 4（4月25日、グラフィティジャパン）共演:白鳥美鈴、森口あいか、大友唯愛[1]
- 強制レイプマニアックス 14（5月23日、VIP）他出演:伊吹りこ、中村綾乃、小栗杏菜、森口あいか
- 明るく楽しい奴隷調教 誰でも出来る!変態女の作り方（6月7日、カッコイイ!）他出演:凛華、上原優
- 保健室の先生は、優しいロリコン悪戯大好きパイパンマニアな同性愛者（7月19日、CROSS）共演:橘未稀、愛音ゆう、宮下せいか[1]
- ディルドにまたがる女子校生 2（9月13日、アロマ企画）他出演:綾瀬なな、蛯原姫奈、矢沢るい、つかさ友穂、河本愛、相川ミキ、小野瀬香恋
- 突然背後から美少女に手コかれちゃった僕。（10月13日、アロマ企画）他出演:真田リサ、稲森ケイト、小野瀬香恋、児玉ゆい、愛菜りな、伊藤青葉、川峰さくら
- 紅音ほたる引退作品 ファイナル潮吹き顔射浣腸ぶっかけスペシャル（10月19日、CROSS）共演:紅音ほたる、北島玲[1]
- 手マン潮吹き絶頂淫語レズビアン（10月19日、CROSS）他出演:宮下せいか、愛音ゆう、一ノ瀬あきら、加藤まさみ、高橋りお、小峰由衣、城本久美、神谷みさと、川瀬七夏、友田真希
- JK ゴムとび パンチラ（10月25日、アロマ企画）他出演:蛯原姫奈、陽多まり、内田礼子、茅ヶ崎ありす、菅野すみれ、河本愛、矢沢るい、相川ミキ、つかさ友穂、秋本由香里、伊藤青葉、ゆん、鈴木ありさ、川峰さくら、姫野由依、綾瀬なな、児玉ゆい、石原真美、小野瀬香恋
- アナルΩアクメ 耐久Fuck Vol.8 261回イッちゃいました（12月2日、プレステージ）他出演:詩音

2009年
- ミス ソフト・オン・デマンド 社内美人コンテスト 6 & 局部（パーツ）【唇・胸・手・尻】美人コンテスト（4月4日、SODクリエイト）共演:坂東ひかり、藤谷律子、内藤日名子、北野利奈、佐々木つばさ、西岡香、藤本咲子、野村葉子、水嶋あずさ、大槻佳奈、町山沙耶、水沢絵里奈、杉尾里佳子、児玉玲子、渡邊恵美 「久保田夕希」名義
- 女子校生アナルファッカー（4月10日、ビッグモーカル）他出演:菜菜美ねい、桜庭彩、桃乃まき
- 働くオンナ狩り 4 【地方銀行員編】（4月11日、プレステージ）他出演:春風えみ、川村葵
- わけもわからず、いきなり、手コかれちゃった僕。 After School編（4月13日、アロマ企画）他出演:南まりん、永瀬あき、河愛杏里、鹿島くるみ、菜菜美ねい、牧野さら
- 喉奥で尺られ丸呑みされちゃった僕の…（4月13日、アロマ企画）星優乃、宮崎あい、菜菜美ねい、瀬名ミリア
- ヒロイン輪姦 超電戦隊スパークV編（5月8日、GIGA
- 女子校生の太股とパンチラ 2（5月25日、アロマ企画）他出演:さくら愛々、七咲楓花、美花ぬりぇ、西村あきほ、野中あんり、鈴木千里、河愛杏里、仲村ろみひ、桜庭彩、茅ヶ崎ありす、秋月まひる、菜菜美ねい、牧野さら、相馬あすか、RUMI、宝生優果、芹澤かなえ、飯島くらら、河本愛
- 手コキクリニックスペシャル 看護学生実地研修 ポリクリ編（6月4日、SODクリエイト）他出演:南まりん、東野愛鈴、響愛莉、安田みき
- コス萌 宝部ゆき モザイク一切無し!!（6月5日、グリッターズフィルム）[1]
- 微乳A とっても感じる小っちゃいおっぱい（6月5日、ドリームチケット）[1]
- がまん顔と絶叫顔 2（6月13日、アロマ企画）他出演:河本愛
- Domestic Violence 家庭内暴力 3（6月25日、ビッグモーカル）他出演:むかいねね、白鷺ゆい、真弓ナナ
- 美少女のお下劣 マン穴ほじり（7月13日、アロマ企画）他出演:野中あんり、早乙女美奈子、茅ヶ崎ありす、河本愛
- パンツにガマン汁のシミが付くまで止めない、男性器に目がないオンナたちの、服の上からの手コキ（7月23日、SODクリエイト）他出演:東野愛鈴、牧れいか、菅野ゆりあ
- 非ヌキ系サロン 洗体エステで勃起しちゃった僕。 2（8月6日、アキノリ）共演:深田梨菜[1]
- 女子校生「介護福祉」のお仕事体験（9月5日、SODクリエイト）他出演:海馬ゆう　ほか
- 突然丸呑みチ○ポ（9月5日、アキノリ）他出演:麻美らん、愛川香織、光矢れん、竹中めい、有川ゆあ、深田梨菜
- 奴隷城 3（9月7日、アタッカーズ）他出演:春風えみ、水沢真樹、姫咲りりあ、橋本杏子、MAYA
- 東京マ○コ園（9月19日、SODクリエイト）他出演:鈴木茶織、成島りゅう、永井あいこ、内藤斐奈 ほか
- 少女孕ませ野外レイプ（10月23日、I.B.WORKS）[1]
- 私のお姉さんのオッパイに一目惚れしたおともだち（11月19日、LADY×LADY）共演:櫻井ゆうこ、愛川香織[1]
- ヒロインピンチオールミックス ウィングフォース ブルーウィング編（12月11日、GIGA）

2010年
- あなたの前でオナニーしちゃいました。（1月1日、ケペル）他出演:愛梨沙、真矢ゆき、二宮せりな
- Wフェラ精液しぼり（1月1日、ケペル）他出演:愛梨沙、牧れいか、須真杏里、二宮せりな、篠原奈美、樺月愛華、真矢ゆき
- 卑猥語お嬢様（1月13日、アロマ企画）他出演:君野ゆめ
- 女子校生拉致監禁 2（1月25日、ビッグモーカル）他出演:森元あすか、星崎ひかり[1]
- 本格レズ 家政婦と娘の愛撫に陶酔する継母（2月12日、東京音光）共演:竹内順子、瀬名ミリア[1]
- 突然、パンチラ挑発されパンツで手コかれちゃった僕。（2月25日、アロマ企画）他出演:あすかみみ、水嶋あずみ、大槻ひびき、成瀬心美、桃咲まなみ
- 男女・交錯 5（2月26日、GIGA）他出演:竹内めい
- GG YABAI! チクキャバネットリーナ!（3月1日、ケペル）他出演:須真杏里、真矢ゆき、牧れいか
- 娘と継母 爛れた家族の肉体関係（4月22日、ヒビノ）共演:管野しずか[1]
- 時間よ止まれ! パート15（5月13日、V&Rプロダクツ）他出演:北条麻妃、安田美樹
- 放課後ソープランド（5月27日、アキノリ）他出演:藤崎クロエ、星崎アンリ、伊東麻央、秋月玲奈、河純ひなみ、桜庭彩、橘美穂、あすかみみ、和葉みれい ほか計17名
- 婦女暴行の悲劇 突っ込まれるために穴がある。（8月25日、Fプロジェクト）他2名出演
- 中年男、桜満開の春！女学生ロマンセックス（8月25日、Fプロジェクト）他2名出演
- 美少女に無理矢理連続手コキで搾り採られちゃった僕。その2（9月25日、アロマ企画）他出演:愛音まひろ、椎奈つばめ、青木りん
- 微乳美少女敏感乳首 II（9月25日、アロマ企画）他4名出演

2011年
- DENGOKU 被虐女体電獄アクメ（1月22日、Baby Entertainment）[1]
- ふたなりドミネーション ～変態両性具有者完全制裁～（6月20日、トラウマアート）共演:深田梨菜[1]
- 催眠オリエンテーション（12月1日、トラウマアート）共演:深田梨菜[1]
- 腹パンチ合唱レクイエム（12月10日、トラウマアート）共演:深田梨菜[1]

### オリジナルビデオ
- 銭湯へ行こう（2007年10月3日、ネオリップス）他出演:花野真衣

### ピンク映画
- 義母と郵便配達人　－禁欲－（2010年、松岡邦彦監督）